# Vie privée dans l'éducation
 (décembre 2020).
 (décembre 2020).
Le contenu est difficilement compréhensible vu les erreurs de traduction, qui sont peut-être dues à l'utilisation d'un logiciel de traduction automatique.
 (décembre 2020).
La vie privée dans l’éducation concerne le domaine général des idéologies, pratiques, et législation qui implique les droits à une vie privée des individus dans le système scolaire. Les concepts généralement associé avec l’intimité dans d’éducation aux États-Unis incluent l’attente d’intimité, la Loi sur Droits Scolaires de la Famille et l’Intimité (FERPA), le Quatrième Amendement, et la Loi sur la Portabilité et Responsabilité d’Assurance Maladie (HIPAA). La majorité des soucis d’intimité dans l’éducation sont liés à la protection des données étudiantes, comme les dossiers scolaires et autre information personnelle, dans et en dehors la salle de classe ainsi que l’intimité et confidentialité des dossiers médicaux. Beaucoup des intellectuels s’engagent dans une discussion théorique qui couvre l’étendue des droits d’intimité des étudiants, de la maternelle à la terminale et l’enseignement supérieur, et la gestion des données étudiantes pendant une ère d’accès rapide et diffusion d’information.

## Droit des étudiants à une vie privée
Le droit des étudiants à une vie privée existe au sein même du système scolaire. Des exemples de l’attente des étudiants à l’intimité, surtout dans les niveaux primaires et secondaires, incluent la protection du dossier scolaire d’un étudiant d’être vu par n’importe qui sauf le prof, les parents ou tuteurs de l’étudiant, et l’étudiant soi-même. Il y avait beaucoup des affaires judiciaires concernant les soucis d’intimité concernant les dossiers scolaires, par exemple Secteur Scolaire Indépendant d’Owasso contre Falvo résolu par la Cour Suprême des États-Unis en 2002. Ce dossier particulier a commencé en octobre 1998 quand Kristja J. Falvo a poursuivi le Secteur Scolaire Indépendant d’Owasso de l’hypothèse que la pratique de correction utilisé dans la salle de classe de ses enfants, la correction des pairs, était une violation du Quatorzième Amendement et de FERPA. De plus, la correction des pairs a fait honte aux ses enfants devant leurs pairs, qui peut être interprété comme une violation de l’attente des étudiants à l’intimite dans la salle de classe. Quand le dossier a atteint le dixième tribunal itinérant, les juges ont décidé en octobre 2000 que la correction des pairs n’est pas une violation du Quatorzième Amendement, mais elle est une violation de la FERPA. Ils ont interprété attentivement la loi dans la FERPA de la protection d’intimité des “dossiers scolaires.” Car les cahiers de notes sont largement considérés comme des “dossiers scolaires”, le dixième tribunal itinérant ont décidé que n’importe quelle chose qui est écrite dans ces cahiers de notes, y compris les notes écrit sur les papiers, est aussi considérée des “dossiers scolaires” et donc couvrée par les politiques de la protection de l’intimité dans la FERPA. Après que la décision était publiée, la correction des pairs était interdite dans les secteurs scolaires dans les frontières du dixième tribunal itinérant.
Beaucoup des citoyens et intellectuels étaient contre la décision du dixième tribunal itinérant, et le dossier a finalement atteint la Cour Suprême des États-Unis en 2001. En 2002, la Cour Suprême a décidé que la correction des pairs n’est pas une violation de la FERPA. Les juges ont raisonné que les notes sur les papiers des étudiants n’est pas des “dossiers scolaires” jusqu’à ce que le prof écrive les notes dans un cahier des notes. Par conséquent, la correction des pairs est retournée comme une pratique de correction fréquente dans les salles de classe aux États-Unis.
Autres exemples de l’attente des étudiants à l’intimité incluent le droit des enfants à ne pas divulguer leur information privée aux profs dans une salle de classe traditionnelle. Ce sujet est toujours un souci controversé de l’intimité scolaire dans la salle de classe. Certains soutiennent que les profs devraient savoir plus d’information de leurs étudiants pour les soutenir dans leurs efforts scolaires. D’autres soutiennent que les profs devraient s’abstenir de fouiner dans les vies privées des enfants car, comme les adultes, les enfants ont le droit à l’intimité et peuvent déterminer la quantité d’information qu’ils révèlent aux profs. D’autres encore soutiennent que les enfants sont trop jeunes pour faire cette décision et devraient consulter leurs parents avant de révéler quelque chose privée à leurs profs.

## Les Dossiers Scolaires des Étudiants
Les dossiers scolaires des étudiants, selon la FERPA, est défini comme “les dossiers, fichiers, documents, et autres matériels qui (i) contiennent d’information lié directement à un étudiant; et (ii) sont maintenus par une agence ou institution scolaire ou par une person qui représente un tel agence ou institution.” 

### La Loi sur Droits Scolaires de la Famille et l’Intimité (FERPA)
La Loi sur Droits Scolaires de la Famille et l’Intimité de 1974 était propulsé par le Sénateur de New York, James Buckley, qui a promu l’importance de la protection et l’intimité des dossiers scolaires des étudiants qui sont allés aux niveaux primaires et secondaires. Comme une loi fédérale, la FERPA accorde aux étudiants qui ont moins de 18 ans et leurs parents le droit à gérer leurs dossiers scolaires, qui peuvent inclure des données de leur performance scolaire, information médicale, analyse de comportement, et encore plus. Donc, quand les parents ou tuteurs croient que les dossiers scolaires de leurs enfants étaient dévoilé au public, ils peuvent poursuivre un dossier contre le secteur scolaire comme une violation de la FERPA.
Pour les étudiants qui ont 18 ans, surtout ceux inscrit  la FERPA peut être vague et peu claire concernant la divulgation des dossiers scolaires aux parents. Car les individus âgés de 18 et plus sont reconnus comme adultes par loi, la FERPA sépare les étudiants dans les institutions d’enseignement supérieur et leurs parents en matière de l’accès aux dossiers scolaires comme les dossiers de santé et médicaments. Selon Baker, il y a beaucoup des problèmes potentiels. Par exemple, Baker écrit que “Règle 99.31(a)(8) de la FERPA permet la divulgation aux parents sans l’accord écrit de l’étudiant si l'étudiant est ‘dépendant’ des parents comme défini par le Code de Revenu Intérieur.” Cependant, il y aurait des situations où les étudiants financièrement dépendant ne veulent pas que leurs dossiers soient accessible à ses parents.[6] De plus, la FERPA autorise la divulgation aux parents ou tuteurs de l’information de la consommation des drogues ou de l’alcool par les étudiants qui ont 21 ans ou moins. Si la consommation illégale des mineurs entraîne des soucis légitimes et mesures disciplinaires, les administrateurs de l’école peuvent notifier et divulguer des détails aux parents sans l’accord des étudiants.

### Le Tronc Commun
Pendant que les Standards d’État du Tronc Commun sont développés et implémentés dans les écoles aux États-Unis, certains intellectuels sensibilisent le public aux soucis potentiels d’intimité des données étudiants et dossiers scolaires. Selon Stacie Hunt, le système du Tronc Commun crée une base de données grande qui suit la performance des étudiants et l’information de maternelle jusqu’à l’enseignement supérieur. Le gouvernement fédéral et autres agences peuvent accéder à cette base de données, analyser les données étudiants, et vendre l’information pertinente aux écoles et secteurs scolaires. Cela crée une souci de l’intimité de la diffusion et l’utilisation des données étudiantes par des tiers sans l’accord explicite des étudiants ou parents.

### La Technologies de l'éducation (“Edtech”)
La Technologies de l'éducation (“Edtech”) est un sujet émergeant dans le domaine de l'éducation. Selon Dylan Peterson, “edtech représente une catégorie générale des produits et services utilisés aux écoles et par des individus.” Des soucis de l’intimité originent du fait que beaucoup de données des étudiants qui utilisent edtech sont rassemblées et gardées dans une large base de données à qui les écoles peuvent accéder. Ces données peut être privées aux étudiants et ils ne peuvent pas vouloir qu’autres le voient. Cependant, les sociétés d’edtech affirme que le stockage des données étudiantes est nécessaire pour créer des programmes qui répondent plus efficacement aux besoins éducatifs des étudiants.

### Les Étudiants avec Handicaps
Pour améliorer les programmes qui profitent à l’expérience scolaire des étudiants avec handicaps, quelques intellectuels proposent une base de données numérique des dossiers des étudiants qui est mise au jour en temps réel. Cela permet les éducateurs à suivre l’information importante des étudiants avec handicaps et surveiller leur performance scolaire pour des buts éducatifs. Tandis que ces intellectuels soutiennent l’idée de la divulgation des données des étudiants avec handicaps, ils insistent sur des politiques et lois strictes pour protéger l’intimité de ces données. Il est débattu couramment que les données étudiantes numériques qui sont accessibles aux beaucoup de parties sont bénéfique pour des étudiants avec handicaps ou on. Certains ne sont pas à l’aise avec l’idée que les données est souvent mises au jour et diffusées largement, tandis que d’autres croient que l’acquisition de ces données est nécessaire pour améliorer des programmes et enrichir l'expérience scolaire.

## L'intimité dans l'enseignement supérieur

### Histoire
Depuis les années 1970, l'opinion courante était que le droit à la vie privée était une évaluation de la valeur individuelle. En outre, la technologie, même avant le World Wide Web, était perçue comme pouvant avoir des effets négatifs tels que la violation de l’information . Pourtant, il n’existait pas beaucoup de violations justifiées qui pousseraient la législation à agir et à attirer leur attention sur la protection de la vie privée dans l’éducation ou principalement de la vie privée des individus. La technologie était également considérée comme une source permettant de découvrir des valeurs, des comportements, des motivations et des idées, mais dans le même temps, beaucoup pensaient que seuls les professionnels qualifiés avaient accès aux données personnelles. Cependant, en particulier dans l’enseignement supérieur, il existait un point de vue selon lequel les individus risquaient d’être victimes d’une violation des informations. Ainsi, le rôle de l’éducation dans les années 1970 était considéré comme un moyen de protéger ses étudiants et son personnel afin de garantir la confidentialité et d’empêcher la violation des données en raison de la technologie existante.

### Les recherches pour une résidence universitaire
Dans de nombreux collèges et universités publics et privés des États-Unis, les étudiants inscrits vivent généralement sur le campus dans des dortoirs gérés par des collèges. Puisque les étudiants vivent dans ces dortoirs pendant environ un an, beaucoup personnalisent et considèrent leurs dortoirs comme leur espace de vie personnel et personnalisé. Cependant, ces dortoirs appartiennent aux collèges et les étudiants doivent souvent renoncer à leur droit à la vie privée pour que les représentants des collèges puissent effectuer des recherches à des fins de sécurité. Alors que certains pensent que les fouilles dans les dortoirs sont efficaces pour maintenir une communauté sûre sur le campus, d'autres pensent que ces fouilles constituent une violation de la vie privée des étudiants. De nombreux cas ont été déposés par des étudiants dans lesquels ils ont été victimes de substances illégales dans leurs dortoirs lors de fouilles, alors qu'ils considéraient ces derniers comme une invasion de leurs espaces de vie privés. En outre, seules les recherches publiques ou liées au gouvernement avec mandats sont protégées par le quatrième amendement. Souvent, les fouilles effectuées dans les dortoirs d'un collège sont considérées comme des perquisitions privées et font donc l'objet de poursuites intentées en violation du quatrième amendement. Par exemple, dans l’affaire Morale v. Grigel, un assistant résident du New Hampshire Technical Institute a fouillé la chambre d’un élève à plusieurs reprises, même si cet élève n’était pas présent à tout moment. Une fois que l'assistant résident a trouvé de la marijuana dans la pièce, l'étudiant a été arrêté pour possession de substances illégales sur le terrain du campus. L'étudiant a ensuite intenté une action en justice contre l'assistant résident au motif que les perquisitions étaient privées et portait donc atteinte au droit de son quatrième amendement d'être protégé des perquisitions privées. Cependant, le tribunal a conclu que le statut d'emploi de l'assistant résident le rendait agent du gouvernement et que, par conséquent, ses perquisitions étaient effectuées pour le compte du collège, une institution liée au gouvernement.

### Les réseaux sociaux
Dans les réseaux sociaux, ou les sites Web particuliers qui permettent le partage d'informations ainsi que la communication entre individus, les étudiants préfèrent préserver la confidentialité de leurs informations personnelles ou de leur vie sociale vis-à-vis du personnel de l'école ou du corps professoral afin d'éviter l'effondrement du contexte.

#### Le Facebook
La technologie permet de créer sa propre présence sociale par le biais de contextes informels et formels permettant la connexion d'étudiants et de professeurs à des fins académiques. Les étudiants de l'enseignement supérieur utilisant Facebook censurent ou bloquent leurs informations auprès des instructeurs. Ainsi, Facebook est principalement utilisé pour interagir avec les amis et la famille plutôt qu'avec des instructeurs. En bloquant leurs informations, les étudiants croient qu’ils évitent l’effondrement du contexte qui pourrait créer une confusion quant à l'identité réelle de la personne. Généralement, les étudiants préfèrent être présents dans la classe et avoir leur vie sociale privée du cadre formel.

### L'analytique d'apprentissage
Avec l'amélioration de la technologie, davantage de données sont devenues disponibles dans l'enseignement supérieur. Les administrateurs peuvent ensuite en apprendre davantage sur les étudiants afin de mettre en œuvre des formes d'amélioration de leur réussite. Grâce à l’analyse d’apprentissage, définie comme étant l’accent mis sur «les étudiants et leurs comportements d’apprentissage, en collectant des données provenant de la gestion des cours et des systèmes d’information des étudiants afin d’améliorer la réussite des étudiants», les administrateurs sont en mesure d’obtenir des données empiriques en temps réel, telles que des idées et des réponses. des processus d'apprentissage de l'élève,.

### Les fuites des données
Jusqu'à 2017, il y a eu plus de 30 violations de données depuis 2005. La vulnérabilité aux violations crée des menaces pour les professionnels de la recherche institutionnelle (RI) qui stockent et gèrent les données des étudiants au sein de la structure réglementaire qui contrôle la gestion des données. De plus, les informations sur les élèves sont ensuite mises à jour, ce qui peut également les menacer. Alors que de grandes quantités de données continuent à être activement collectées, les possibilités de piratage par piratage, vol physique et par les fournisseurs deviennent de plus en plus probables.

#### Les mesures préventives
Ceux qui étudient les implications des atteintes à la protection des données soulignent que les données doivent être réduites au minimum et que des mesures doivent être prises afin de déterminer qui peut être fiable pour réglementer ces informations, afin que les données restent confidentielles et non accessibles à tous les employés. Ils parlent également d'investir dans l'éducation des employés sur ce qui peut et ne peut pas être fait avec des données. En outre, ils déclarent que les institutions devraient utiliser les ressources disponibles dans leur propre collège / université afin de mettre en œuvre de manière optimale les politiques et procédures visant à préserver la confidentialité des données. Il est conseillé de faire preuve de prudence vis-à-vis des fournisseurs tiers qui gèrent les données, mais également d'établir un contrat selon lequel 1) définit exactement qui va travailler avec les données, 2) indique clairement que les données sont sensibles et doivent donc être traitées avec soin. , 3) et inclut des procédures de sécurité décrivant la responsabilité exacte du fournisseur au cas où des données seraient violées.
Les rédacteurs qui enquêtent sur des violations de données dans l'enseignement supérieur conseillent aux professionnels de la recherche de comprendre que ces violations sont inévitables et qu'il est préférable de mettre en œuvre des politiques et de prendre des mesures préventives en premier lieu pour assurer la sécurité des données.

### Les dossiers scolaires dans l'enseignement supérieur

#### La Loi sur les Droits Scolaires de la Famille et l’Intimité (FERPA)
La Loi sur les Droits Scolaires de la Famille et l’Intimité de 1974 limite la «divulgation à des tiers de certaines informations contenues dans le dossier scolaire d’un élève», ce qui inclut les parents si l’élève n’a pas donné son consentement. Les tiers peuvent être des parents, la famille, une autre institution (prestataires de soins de santé mentale), ou les poursuivants d'une assignation à comparaître ou d'une décision de justice (application de la loi). Il donne aux collèges et universités le droit de "consulter et de réviser" les dossiers scolaires qui peuvent être divulgués si 1) le consentement est donné par l'étudiant, 2) si les informations correspondent à la définition des "informations de répertoire" (informations qui ne sont pas jugées nuisibles en tant que nom, majeure et adresse), 3) si l’information a un "intérêt éducatif légitime" (si un responsable doit consulter les registres de l’éducation afin de s’acquitter de ses responsabilités au sein de l’Université), 4) l’étudiant est assujetti à l’impôt, 5 ) s'il s'agit d'infractions en matière de drogue ou d'alcool, 6) s'il s'agit d'infractions graves de comportement et 7) lorsqu'il s'agit d'urgences de santé ou de sécurité.
Les situations d'urgence en matière de santé ou de sécurité concernent, par exemple, le diagnostic d'une maladie contagieuse (rougeole), d'un trouble de l'alimentation grave, d'idées suicidaires, d'une consommation excessive d'alcool excessive ou de comportements erratiques et en colère [18]. En outre, des informations peuvent être divulguées si elles impliquent des informations disciplinaires telles qu'un étudiant qui est un «auteur présumé d'un crime de violence ou une infraction sexuelle non forcée». Cependant, il y a eu des cas où des étudiants en difficulté restent à l'université Les cas de Jain c. Iowa, Shin c. Massachusetts Institute of Technology et Mahoney c. Allegheny College illustrent bien ce problème. [18] Néanmoins, selon la FERPA, les divulgations sont considérées comme faites «de bonne foi sur la base des faits disponibles».
Les dossiers éducatifs sont couverts par la FERPA. Il ne s’agit pas uniquement de dossiers académiques, d’horaires de cours ou de relevés de notes, mais également d’enregistrements financiers, de dossiers disciplinaires, de «dossiers d’invalidité, de photographies, de courriels et de bases de données électroniques». Un document officiel est nécessaire pour relever de la FERPA, même si cela implique une expérience ou une observation personnelle.
La FERPA ne couvre pas: les dossiers des forces de l'ordre, les dossiers de traitement et les dossiers de possession exclusive, mais relève plutôt d'autres lois ou considérations.

#### Loco Parentis
Grâce à l’influence de la FERPA, on est passé de in loco parentis à in sin parentibus et de nouveau à in loco parentis. In sine parentibus signifie "sans parents", tandis que « in loco parentis » signifie « à la place du parent ». Ainsi, telle que représentée par la FERPA, le passage à l'enseignement sur place au sein de l'enseignement supérieur correspond au fait que l'école assume la responsabilité légale des parents. Cela signifie que les autorités des collèges remplacent les parents.
Le rôle de la FERPA est d’améliorer les résultats des élèves en impliquant davantage les parents et en protégeant leurs intérêts privés. Cependant, le changement vers le loco parentis s'accompagne également de préoccupations liées aux dossiers scolaires. Plus précisément, on s'inquiète de la mesure dans laquelle de grandes institutions puissantes obtiennent des informations à leur avantage, telles que des données recueillies par des chercheurs et des décideurs. D'autre part, il existe des préoccupations concernant la divulgation d'informations par l'université elle-même. Par exemple, en vertu de la FERPA, l’école peut divulguer aux parents des informations sur les élèves si des incidents liés à l’alcool ou à la drogue sont signalés à tout moment s’ils ont moins de 21 ans. Pour des raisons comme celles-là, on craint que des "politiques de divulgation systématique" deviennent incontrôlables et portent ainsi atteinte aux droits et à la vie privée des étudiants.

#### La vie privée contre la confidentialité
Dans les dossiers des élèves, il existe une différence entre ce qui est la vie privée et ce qui est la confidentialité. La vie privée est davantage un concept juridique et est définie comme le "droit d'une personne de se soustraire, ainsi que ses biens, à un examen public, si elle le souhaite." Ainsi, la vie privée donne à l'individu le droit de ne pas le laisser parler, ce qui signifie que l'université elle-même n'a pas le droit d'intervenir dans les affaires personnelles de l'étudiant ou de révéler des informations personnelles, à moins de raisons explicites valables ou d'autorisations accordées. par l'étudiant. Cependant, même l'autorisation ne signifie pas que l'étudiant a donné la permission de voir toutes ses informations révélées à partir de ce moment-là, mais plutôt qu'une autorisation est accordée dans les circonstances.
D'autre part, la confidentialité signifie que les fichiers et les dossiers des étudiants ne sont pas autorisés à être divulgués à des tiers, par exemple, ils ne divulguent pas les informations reçues de manière confidentielle par un patient et un médecin. Compte tenu de cela, les auteurs qui mettent l'accent sur la confidentialité posent des questions telles que:
1. La communication a-t-elle son origine dans la confiance?
2. L'élément de confidentialité est-il essentiel au maintien intégral et satisfaisant des relations entre les parties?
3. La relation est-elle une qui doit être favorisée ??
4. En résultera-t-il un préjudice supérieur aux avantages pouvant découler de cette divulgation?

Si les réponses sont «oui», alors l'université peut être légalement tenue de ne pas divulguer d'informations à moins que cela ne prive de l'intérêt.

### Les dossiers médicaux
Les termes confidentialité et confidentialité apparaissent lorsqu'il s'agit de dossiers médicaux.

#### La Loi sur la Portabilité et Responsabilité d’Assurance Maladie (HIPAA)
La Loi sur la Portabilité et Responsabilité d’Assurance Maladie (HIPAA) garantit la confidentialité des données relatives aux dossiers médicaux ou de santé mentale juridiquement plus restrictives que la FERPA en ce qui concerne la confidentialité. La HIPAA contient des dispositions qui «visent à faciliter la création d'un système national de transmission et d'échange électroniques d'informations de dossiers médicaux», telles que l'accès à des informations individuellement identifiables telles que les régimes de soins de santé et les soins de santé. La loi «définit les informations de santé protégées de manière à exclure les informations de santé identifiables individuellement qui sont incluses dans les dossiers de formation couverts par la FERPA et qui figurent dans les dossiers de traitement exemptés de la FERPA». La différence entre les dossiers de formation et les dossiers de traitement est que Les dossiers de traitement relèvent de la législation fédérale et des États, tandis que les dossiers de formation relèvent de la FERPA. Néanmoins, la documentation du patient et du soignant est confidentielle, ce qui signifie que les dossiers médicaux ne seront pas divulgués à moins d'un consentement préalable ou que la divulgation des dossiers soit considérée comme cruciale. En outre, en règle générale, les prestataires de soins de santé ne divulguent pas d’informations s’ils ne répondent pas à une norme dépassant l’exception de santé ou de sécurité requise par la FERPA, ou si leur consentement est donné, ce qui limite la communication des informations dans les limites de la confidentialité entre patient et prestataire.

#### L'intégration des dossiers psychologiques et physiques
Dans certains cas, les campus universitaires ont commencé à intégrer les besoins des patients en matière de santé physique et mentale. Cela signifie que les dossiers médicaux sont de plus en plus partagés entre les médecins, ainsi que les conseillers ou les psychologues travaillant avec les étudiants. Cependant, les prestataires médicaux, séparément, ont l'obligation de conserver des informations confidentielles en tant qu'obligation éthique et de respecter les règles de confidentialité. Par exemple, les prestataires de santé tels que les conseillers ont également l'obligation de rester confidentiels et de ne pas divulguer d'informations privées. Cependant, au fur et à mesure que les prestataires de soins évoluent vers des soins intégrés, tels que les enregistrements physiques et mentaux sont partagés entre eux, un problème de confidentialité se pose qui peut conduire les étudiants à prendre du retard dans leurs études. Étant donné que la confidentialité est compromise par la divulgation d'informations parmi les prestataires qui utilisent cette méthode de soins de continuité, moins d'élèves utilisent la thérapie parce qu'ils refusent de divulguer des informations confidentielles pouvant ensuite être partagées avec d'autres. Cela alimente simultanément la stigmatisation envers le conseil universitaire. Ainsi, au fur et à mesure que plus d'informations sont divulguées, moins d'étudiants sollicitent des conseils en raison d'un manque de confidentialité, car les dossiers médicaux des patients sont divulgués entre professionnels de la santé, alors que, légalement, l'obligation de ces prestataires est de respecter dans des circonstances spécifiques.
En outre, en dehors du partage d'informations entre prestataires de soins médicaux, se pose également la question du partage d'informations avec les chercheurs. Ils prétendent que les dossiers médicaux sont difficiles d'accès, mais quand ils le sont, cela ouvre la porte à la recherche. En même temps, cela ouvre la porte aux risques d’intimité et de confidentialité.

#### Les dossiers médicaux numériques
Car la technologie continue de révolutionner, les dossiers médicaux sont devenus accessibles en tant que dossiers de santé électroniques. Cela permet de partager plus facilement les informations mais semble constituer un défi pour la gestion de la stigmatisation et la divulgation d'informations lors de rendez-vous médicaux.
Une étude d’entrevue approfondie intitulée «Négocier la stigmatisation dans les soins de santé: la divulgation et le rôle des dossiers de santé électroniques» a été réalisée aux États-Unis, en prenant en compte les hommes des minorités sexuelles (homosexuels, bisexuels et autres hommes ayant des rapports sexuels avec des hommes). chercher à savoir comment ils ont vu les dossiers de santé électroniques. L’étude a révélé que la protection de la vie privée suscitait des préoccupations, en ce qui concerne la façon dont l’aspect électronique crée un obstacle à la transparence et parle d’informations apparemment confidentielles, ainsi que de la manière dont elle peut remettre en cause le droit à la confidentialité et à la vie privée. D'autre part, l'étude a également révélé que les dossiers de santé électroniques pouvaient être plus utiles en améliorant la communication entre les fournisseurs lors du partage d'informations et en vue de fournir de meilleurs soins, en particulier après que la Loi sur les technologies de l'information de la santé à des fins économiques et cliniques et la santé aient investi des milliards de dollars dans l'adoption du logiciel électronique. les dossiers de santé pour améliorer la qualité des soins. L'étude conclut que la technologie peut améliorer les soins médicaux tout en alimentant le fait que chercher de l'aide médicale est une mauvaise idée et empêcherait les patients de prendre rendez-vous, de consulter un conseiller avec certains prestataires ou de divulguer des informations personnelles telles que l'identité sexuelle et le statut VIH. qu'ils croient qu'ils seront partagés avec d'autres sans leur consentement.

#### Les lois des états
Les réglementations fédérales permettent aux États de définir leurs propres réglementations et d'augmenter ou de réduire les exigences en matière de divulgation d'informations, mais les États qui les respectent sont peu nombreux.

##### Loi de l'État du Minnesota
En 1996, l’État du Minnesota a adopté une loi concernant les dossiers médicaux, qui semblait plus stricte que la HIPAA. La loi du Minnesota a tenté d'obtenir une "autorisation générale écrite permettant cette libération du patient" afin d'empêcher les chercheurs ou les fournisseurs de partager des informations sans leur consentement donné. Les hôpitaux du Minnesota ont même réalisé des brochures qui soulignent le droit des patients à la confidentialité et qu'ils peuvent donner leur consentement par écrit s'ils autorisent la publication de leurs dossiers médicaux à l'extérieur de l'établissement. Ainsi, la loi obligeait les prestataires de soins de santé à obtenir le consentement écrit et l'autorisation des patients pour que les dossiers médicaux puissent être publiés et utilisés à des fins de recherche. Cependant, les chercheurs ont eux-mêmes fait campagne contre la loi et celle-ci n'a pas réussi à faire respecter le droit des patients de refuser la divulgation de leurs informations. Pendant ce temps, les patients eux-mêmes voulaient des informations sur les informations utilisées dans leurs dossiers médicaux.
Depuis 2006, en vertu des droits des États du Minnesota, les personnes ont le droit de: consulter et obtenir une copie de leur dossier médical, ajouter des informations à leur dossier médical afin de les rendre exactes, déposer une plainte et, ce qui est important, intenter un procès devant un tribunal de l'État pour violation des droits qui leur sont reconnus par la loi en vigueur.

##### Loi de l'état du Massachusetts
La loi de l'État du Massachusetts a imposé à une personne le droit de ne pas porter atteinte à la confidentialité de la vie privée et a déclaré que la juridiction supérieure était compétente pour faire respecter le droit d'une personne et devait donc lui accorder des dommages-intérêts si nécessaire. Selon la loi, il existe des protections strictes de la vie privée classées comme médicales. Les documents sont considérés comme des documents éducatifs, à moins que la confidentialité ne soit renforcée, tels que la maltraitance d'enfants, le sida, la toxicomanie, le statut d'immigrant, la grossesse et l'avortement. [25] En outre, un dossier médical est considéré comme une clinique en milieu scolaire sous «opération d'une entité extérieure ou par un médecin dans le cadre d'un contrat de travail» et considéré comme un dossier éducatif s'il n'est pas considéré comme faisant l'objet d'une confidentialité accrue.
Si une personne croit que son droit à la vie privée est respecté, elle a le droit de porter plainte auprès du responsable des droits civils, du département américain de la Santé et des services sociaux contre les prestataires de soins de santé, auprès du Massachusetts Board of Registration en médecine contre les médecins et du ministère. de la santé publique contre les hôpitaux.

##### Loi de l'État de Californie
La Loi sur la confidentialité des informations médicales (CMIA) est une loi de l'État de Californie qui inclut plus d'informations que la HIPAA en ce qui concerne les dossiers médicaux. [28] La principale fonction est de protéger la confidentialité des informations médicales identifiables obtenues par le fournisseur de soins de santé d'un individu. Cela s'applique aux fournisseurs de licences tels que les médecins et les infirmières. Il interdit aux prestataires de soins de divulguer des informations médicales sans obtenir une autorisation préalable et que toute information médicale concernant un individu soit préservée de manière confidentielle par toute personne qui entre en contact avec ces informations. Une personne dont la confidentialité n’est pas respectée peut obtenir 1 000 $ et le montant des dommages réels et pour le compte de la personne ou de l’entité qui divulgue des informations confidentielles, est passible d’une amende administrative.

### Les archétypes étudiants et professionnels

#### Les étudiants avec désabilités
La tension sur le campus est due au fait que, à la suite de l'événement du 11 septembre, certaines personnes sur le campus craignent ou ne réagissent de manière excessive en demandant à savoir quels étudiants ont des antécédents de conduite ou des mesures d'adaptation pour personnes handicapées. Il existe une tension quant à savoir si les informations seront utilisées pour discriminer ou traiter les étudiants injustement. Néanmoins, la FERPA ne limite pas la diffusion de ces informations parmi les responsables des écoles aussi longtemps que la divulgation est faite pour "des intérêts éducatifs légitimes".

#### Les étudiants étrangers
L'événement du 11 septembre a eu un impact sur la divulgation d'informations vis-à-vis des étudiants et a conduit à s'interroger sur la responsabilité et l'obligation des universités de communiquer les informations relatives aux étudiants étrangers. Les ressortissants étrangers autorisés à étudier aux États-Unis pendant un certain temps se voient attribuer un des trois visas suivants: F-1 pour les études, J-1 pour les visiteurs en échange et M-1 pour la formation professionnelle.
Cependant, le gouvernement affirme qu'il n'y a pas de dossiers précis sur les 547 000 personnes ayant le statut d'étudiant (en 2003). Dans le même temps, les universités sont censées communiquer au Service de l'immigration et de la naturalisation (INS) les informations relatives aux étudiants des classes F-1 et M-1, telles que leurs nom, date et lieu de naissance, adresse actuelle, statut d'étudiant, programme d'études, domaine étude, etc. Pour les personnes ayant un visa J-1, l’organisation parrainante doit communiquer des informations telles que les activités individuelles et la conformité. Cependant, s'ils ne communiquent pas nécessairement les informations, ils sont au moins tenus de suivre les informations de leurs étudiants étrangers.
Il est important de noter que les réglementations concernant l'application de la FERPA ne sont pas abordées. L’école peut divulguer des informations si l’élève n’est plus inscrit si elle doit se conformer à une ordonnance judiciaire, si elle délivre légalement une assignation à comparaître ou s’il existe «des faits spécifiques et explicables» montrant que le dossier scolaire d’un élève peut contenir des informations pertinentes pour: Des informations peuvent également être divulguées si elles incluent la protection de la santé ou la sécurité des étudiants, en particulier si elles «protègent la santé et la sécurité des Américains». En outre, les étudiants à qui on a délivré le certificat I-20A ou I-20M (étudiants F-1 et M-1) ou DS-2019 (étudiants J-1) accordent automatiquement leur consentement à toute information nécessaire pour déterminer le statut d'un immigrant ou des informations concernant sa libération, qui sont liées à la conformité de l'individu au programme d'échange de visiteurs. Pourtant, ces informations ne seraient données qu’à certaines organisations telles que l’INS ou le Département d’État.

#### Les bibliothécaire
Les bibliothécaires eux-mêmes participent à la protection du droit à la vie privée des usagers. En règle générale, la bibliothèque elle-même vise à protéger les informations des utilisateurs, principalement en ce qui concerne ce qu'ils font lorsqu'ils utilisent des technologies, telles que l'utilisation d'ordinateurs pour surfer sur le Web. Selon Michael Zimmer en 2014, 95% des bibliothécaires sont d'accord ou tout à fait d'accord pour dire que les individus devraient contrôler leurs informations personnelles et beaucoup s'accordent pour dire qu'il existe des menaces pour la vie privée de leurs utilisateurs. Un sondage mené par l’Office pour la liberté intellectuelle, qui a recueilli plus de 1 000 réponses de bibliothécaires et de professionnels de la bibliothèque, a révélé que la Charte des droits des bibliothèques était honorée et que tout le monde avait droit à "la liberté d’accès, la liberté de lire des textes et de visualiser des images, liberté de pensée et d'expression " Le code de déontologie du bibliothécaire et l'adoption de la loi sur la protection de la vie privée de 1974 précisent également, non seulement au niveau des bibliothécaires, mais également au niveau fédéral, que la vie privée doit être protégée.
Les autres actes non gouvernementaux qui protègent le droit à la vie privée et limitent ainsi les informations pouvant être collectées sont les suivants: Loi Gramm-Leach-Bliley, Loi de 1996 sur la transférabilité et la responsabilité des régimes d’assurance maladie, Loi sur les rapports de crédit.
En outre, les outils et services de Library 2.0 améliorent ce que l'utilisateur peut faire, tout en permettant de suivre, de collecter et de conserver des données susceptibles d'affecter les individus, en particulier depuis la récente domination des médias sociaux. Pourtant, les bibliothécaires, convaincus de protéger les droits des utilisateurs, prennent l'initiative de protéger les informations des utilisateurs en détruisant quotidiennement les journaux d'accès, en affichant des panneaux d'avertissement et en informant les utilisateurs des problèmes de confidentialité. Ceci est particulièrement fait pour que les informations ne soient pas obtenues en dehors des restrictions légales.
Plus précisément, la bibliothèque de Livingston Lord de l'Université de l'État de Minnesota a pour mission de soutenir les expériences culturelles et universitaires et d'encourager l'apprentissage tout au long de la vie. Ainsi, leur bibliothèque fournit des ressources qui permettent aux individus d’améliorer leurs connaissances et leurs compétences. En même temps, ils s'efforcent de maintenir leur image de confiance dans la confidentialité, de sorte que les personnes puissent exercer leur droit au premier amendement. Pourtant, il n’ya pas de documentation spécifique datant de 2007 qui indique ce que la vie privée représente pour eux. Néanmoins, il existe des exemples de bibliothécaires déployant des efforts pour assurer la confidentialité et la confidentialité en protégeant les informations de leurs utilisateurs.

### Le rôle des responsables de la protection l'intimité sur campus
Les responsables de la protection l'intimité sur campus (CPO) sont des personnes au sein de l'institution qui assument la responsabilité institutionnelle de tout ce qui concerne la confidentialité, ils veillent à ce que la confidentialité soit respectée dans l'enseignement supérieur. Pourtant, ils sont relativement nouveaux aux États-Unis mais ont néanmoins augmenté depuis 2002. Leur rôle ou fonction dans l'enseignement supérieur est:
«Maintenir un environnement où les professeurs et les étudiants sont libres d’enquêter, d’expérimenter, de découvrir, de parler et de participer au discours est sans intimidation, se protéger et répondre aux menaces de cybersécurité modernes, protéger les intérêts des individus et assurer à ceux-ci une influence appropriée sur des données sur eux-mêmes, la recherche d'opportunités d'utilisation de données dans les traitements médicaux, la recherche et la réussite des étudiants, ainsi que la mise en place d'une gouvernance partagée »
Leurs activités consistent notamment à maintenir: les politiques de confidentialité des données, les avis, l'inventaire des données personnelles, la structure de gouvernance et à répondre aux plaintes et aux demandes d'individus, entre autres tâches.
Voici quelques-uns des principaux problèmes sur lesquels se penche le CPO:
- Registres de l'éducation et FERPA
- HIPAA
- "Big data, algorithmes, analyses et utilisation"
- "Accords contractuels"
- "Surveillance de la sécurité de l'information et impact de la surveillance sur la vie privée"

## Polémiques

### Université de Californie à Berkeley
En 1964, les étudiants de l’UC de Berkeley ont protesté contre l’interdiction qui les empêchait de participer à des activités politiques sur le campus. Le directeur du FBI, J. Edgar Hoover, a été impliqué parce qu'il pensait que le Free Speech Movement avait à voir avec le communisme qui visait à perturber le capitalisme et donc le gouvernement américain. En particulier, le livre de Seth Rosenfield intitulé "Subersives: la guerre du FBI contre les radicaux étudiants" et "Rise to Power" de Reagan "montre comment Hoover a enquêté sur le mouvement et sur des militants étudiants tels que Mario Savio par le biais d'une" surveillance intense et de harcèlement "33. Lorsque Clark Kerr, ancien président de Berkeley et ensuite vice-chancelier du système de l'Université de Californie, a levé l'interdiction d'engagement politique et s'est opposé aux "orateurs communistes", le FBI l'a pris pour cible et a tenté de le faire renvoyer. Hoover avait ordonné aux agents de trouver des informations sur Kerr et de les divulguer au Board of Regents afin de montrer que Kerr ne remplissait pas son rôle de président et devait donc être licencié. Il souligne essentiellement que dans les années 1960, le FBI avait pour objectif d’éliminer le communisme au sein du campus de Berkeley, en enquêtant sur des individus particuliers afin de déterminer s’ils étaient réellement communistes ou, dans le cas de Kerr, de les licencier. levant l'interdiction de l'engagement politique. Certains disent que c'est une atteinte à la vie privée parce que le FBI a surveillé et enquêté des personnes sans leur consentement. D'autres disent que c'était nécessaire pour s'assurer qu'aucune activité communiste ne se déroulerait, en particulier sur le campus de Berkeley, en raison du mouvement de la Free Speech Movement.

### Université de Princeton
En 2002, le personnel d’admission de l’Université de Princeton a accédé à un site Web de l’Université de Yale utilisé pour informer les candidats de leur admission. Le fait que l’Université de Yale ait eu accès à des informations privées a été mis en lumière. En conséquence, l’Université de Yale a répondu que cela améliorerait son site Web grâce à une sécurité supplémentaire afin d’empêcher une autre violation. Pendant ce temps, l'Université de Princeton a réagi en annonçant la démission du principal responsable des admissions à Princeton. Certains disent que de tels actes posent le problème de la confidentialité des dossiers d’étudiants dans le monde numérique.

### Université d'Oregon
En 2015, une femme qui affirmait avoir été violée par trois basketteurs avait poursuivi l'Université de l'Oregon pour avoir divulgué ses dossiers de santé mentale à un avocat. Cette affaire a incité des employés du centre de conseil à écrire une lettre ouverte à la communauté universitaire afin de montrer qu'ils étaient perturbés par les agissements de l'université. Pourtant, les autorités font valoir que, les femmes prétendant avoir une détresse émotionnelle alors l'université avait le droit d'accéder à son dossier médical en vertu de la FERPA. Un avocat nommé Steve McDonald a fait valoir que HIPAA ne s'appliquait pas dans ce cas. Pour sa part, Lynn Daggett, spécialiste de la FERPA, a déclaré que l’université avait le droit d’avoir accès aux dossiers médicaux des étudiants, en particulier si elle nécessitait une défense légale. Cela a conduit Denise Horn, une représentante de l’époque américaine au ministère de l’éducation, à rédiger une déclaration selon laquelle les établissements d’enseignement supérieur devraient se conformer à la FERPA, mais également respecter les attentes en matière de confidentialité entre patient et conseiller / thérapeute.

### La reconnaissance faciale dans les lycées français
En 2018, la région Provence-Alpes-Côte d’Azur et la Commission nationale de l'informatique et des libertés (CNIL) ont formé un projet mettant en œuvre des systèmes de reconnaissance faciale pour accéder à l'entrée des lycées les Eucalyptus à Nice et Ampère à Marseille. L'espoir était d'améliorer la sécurité et de lutter contre les intrusions. Une centaine d'élèves volontaires ont été sélectionnés pour tester le système. En octobre 2019, la CNIL a annoncé qu'elle retirait son soutien à l'expérimentation car elle n'était pas en accord avec le RGPD. À la suite de la décision de la CNIL, au début de 2020, le Tribunal administratif de Marseille était d'accord avec la décision de la CNIL, invoquant une garantie insuffisante de consentement libre et éclairé et des méthodes alternatives de sécurité.